# Dmitri Egorov
Dmitri Fyodorovich Egorov (em russo:  Дми́трий Фёдорович Его́ров; Moscou, 22 de dezembro de 1869 — Kazan, 10 de setembro de 1931) foi um matemático russo e soviético conhecido por suas contribuições às áreas de geometria diferencial e análise matemática. Ele foi presidente da Sociedade de Matemática de Moscou (1923–1930).

## Vida
Egorov considerava as crenças espirituais de grande importância e defendeu abertamente a Igreja contra os partidários marxistas após a Revolução Russa. Ele foi eleito presidente da Sociedade de Matemática de Moscou em 1921 e se tornou diretor do Instituto de Mecânica e Matemática da Universidade Estadual de Moscou em 1923. Ele também editou o jornal Matematicheskii Sbornik da Sociedade de Matemática de Moscou. No entanto, por causa da posição de Egorov contra a repressão da Igreja Ortodoxa Russa, ele foi demitido do Instituto em 1929 e repreendido publicamente. Em 1930 ele foi preso e encarcerado como um "sectário religioso", e logo depois foi expulso da Sociedade de Matemática de Moscou. Após a prisão, Egorov iniciou uma greve de fome até ser levado para o hospital da prisão e, eventualmente, para a casa do colega matemático Nikolai Chebotaryov, onde ele morreu. Ele foi enterrado no Cemitério Arskoe em Kazan.

## Trabalho de pesquisa
Egorov estudou superfícies potenciais e sistemas triplamente ortogonais e fez contribuições para as áreas mais amplas da geometria diferencial e equações integrais. Seu trabalho influenciou o de Jean Gaston Darboux em geometria diferencial e análise matemática. Um teorema em análise real e teoria da integração, o Teorema de Egorov, leva o seu nome.

## Trabalhos
- Egoroff, D. Th. (1911), «Sur les suites des fonctions mesurables», Comptes rendus de l'Académie des sciences#1666-1965|Comptes rendus hebdomadaires des séances de l'Académie des sciences (em francês), 152: 244–246, JFM 42.0423.01, available at Gallica.